# Anyphops stauntoni
Anyphops stauntoni là một loài nhện trong họ Selenopidae.
Loài này thuộc chi Anyphops. Anyphops stauntoni được Mary Agard Pocock miêu tả năm 1902.